# Moribund Oblivion
Moribund Oblivion ist eine türkische Black-Metal-Band, die 1999 in Istanbul gegründet wurde und 2010 bei Atlantis unter Vertrag steht.

## Geschichte
Die Band wurde 1999 von Bahadr Uludağlar (Gesang) gegründet. Bis 2008 änderte sich die Bandformation häufig. 2010 besteht die Band aus Bahadr Uludağlar, Can Agriboz (Keyboard), Onur Burgaz (Bass) und Savas Sungur (Gitarre). Die Band spielte gemeinsam mit Gruppen wie Moonspell und Rotting Christ, sowie auf dem türkischen Barisarock Festival und bei Rock the Nations. 2002 veröffentlichte die Band ihre erste EP Like a Falling Haze. Diese war eine Promotion für ihr Debütalbum, das 2004 folgte und Khanjar heißt. Ihr erstes Musikvideo zum Song Ruins of Kara-Shehr wurde von den Sendern TRT und Dream TV ausgestrahlt. 2006 unterschrieb die Band einen Vertrag mit Atlantis Music und veröffentlichte ihr zweites Album Machine Brain im selben Jahr. Ein Jahr später folgte mit Time of Face das dritte Album. Ihr viertes Album K.I.N (Killer Is Nowhere) veröffentlichte die Band im Dezember 2008. Zudem spielte die Band auf dem Tiblisi Festival  in Georgien und auf dem Interregnum Festival in Rostock. 2009 führte die Band erstmals eine Deutschland-Tournee aus.

## Medien
2008 war die Band in zwei der führenden türkischen Zeitungen zu sehen. Erstmals erschien im Juli 2008 ein Artikel in der Star. Zwei Monate später folgte ein weiterer Artikel in der Hürriyet.

## Diskografie
- 2002: Like a Falling Haze
- 2003: Khanjar
- 2006: Machine Brain (Atlantis Music)
- 2007: Time to Face (Atlantis Music)
- 2008: K.I.N (Atlantis Music)
- 2013: Manevi